# Nagoja

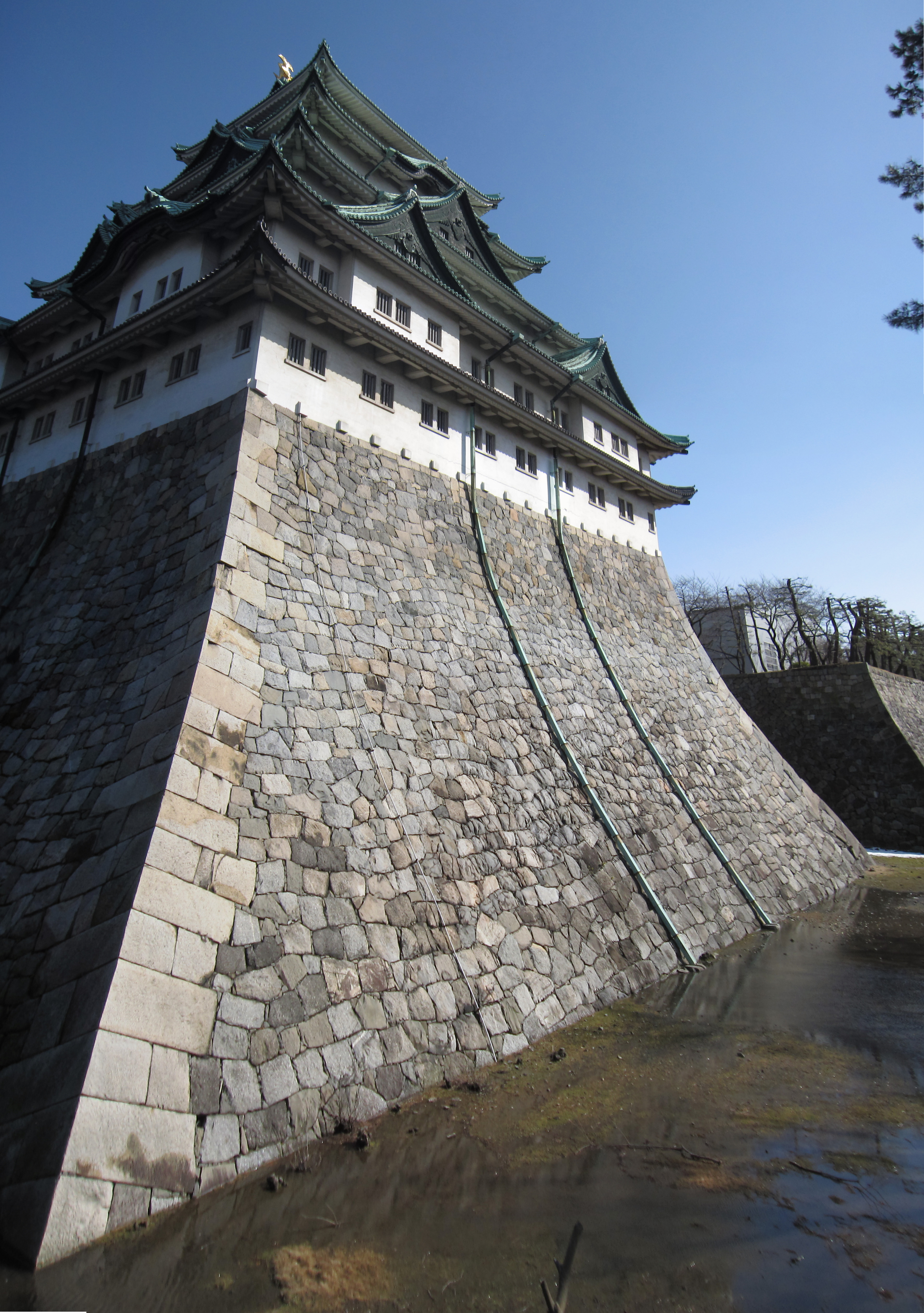
A nagojai vár bástyája

Nagoja (japánul: 名古屋市) közigazgatási területét nézve Japán negyedik legnépesebb városa, az összefüggő városi területet tekintve pedig harmadik. Honsú középső részén, Csúbu régióban fekszik, a Csendes-óceán partján. Aicsi prefektúra székhelye, és Japán legforgalmasabb tengeri kikötője.
A település katonailag nagy múltra tekint vissza, a Japánt évszázadokig uraló Tokugava klán is innen származik. Igazán jelentős nagyvárossá az ipari forradalom alatt vált, a mai napig olyan cégekről ismert mint például a Toyota.

## Közlekedés
A város kiterjedt metróhálózattal és elővárosi vasúthálózattal rendelkezik.

## Népesség
A település népességének változása:
| Lakosok száma | 2 263 894 | 2 295 638 | 2 326 844 |
|               | 2010      | 2015      | 2021      |

## Fordítás
- Ez a szócikk részben vagy egészben a Nagoya című angol Wikipédia-szócikk ezen változatának fordításán alapul.  Az eredeti cikk szerkesztőit annak laptörténete sorolja fel. Ez a jelzés csupán a megfogalmazás eredetét és a szerzői jogokat jelzi, nem szolgál a cikkben szereplő információk forrásmegjelöléseként.